# اوریجین انرژی

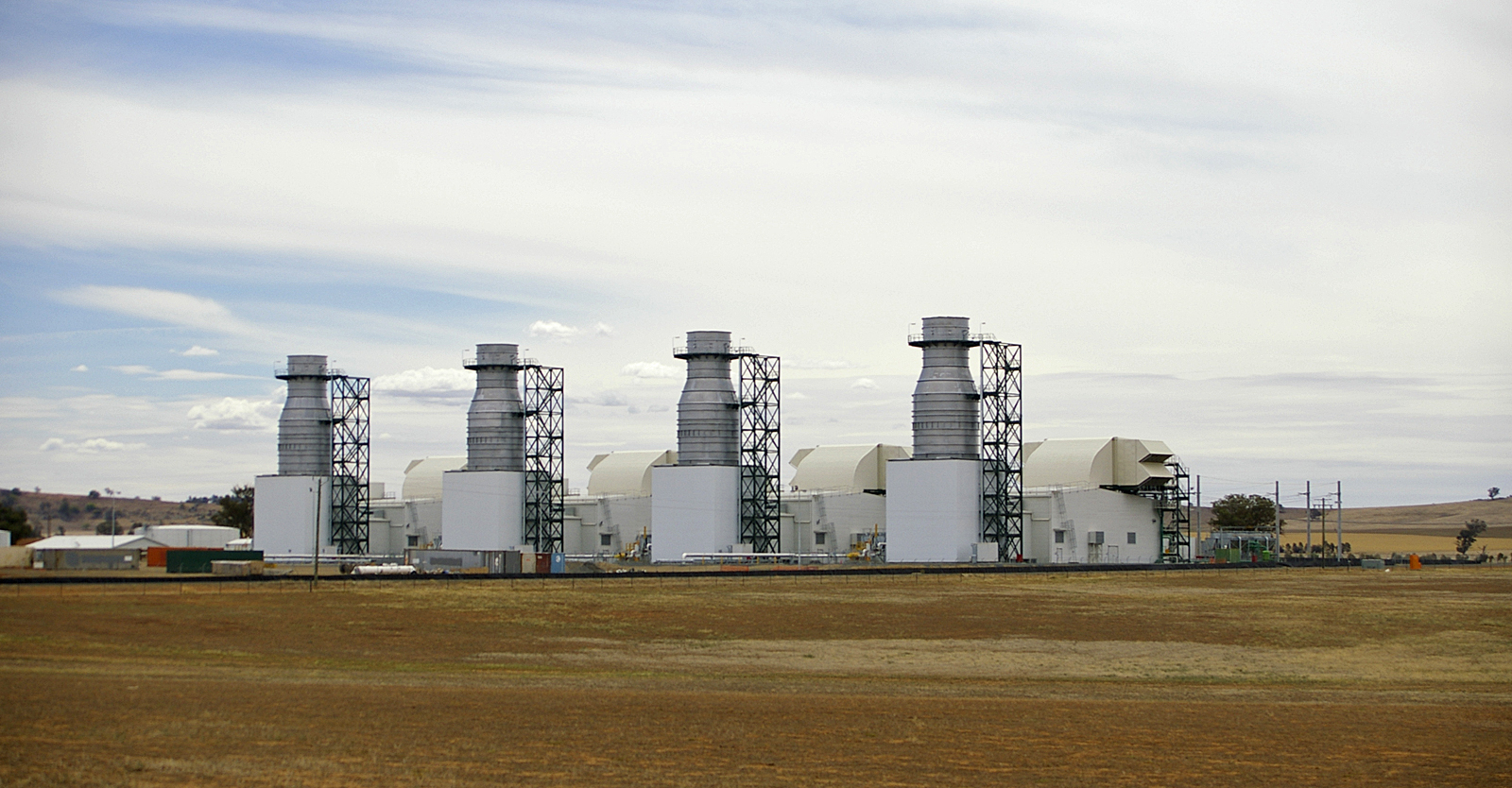
نیروگاه گازی اوریجین انرژی، در نیو ساوت ولز

اوریجین انرژی (به انگلیسی: Origin Energy) شرکت انرژی استرالیایی است، که در زمینه تولید و فروش نفت خام، گاز طبیعی، ال‌پی‌جی و تولید برق از طریق انرژی زمین‌گرمایی، نیروگاه‌های بادی و نیروگاه‌های خورشیدی فعالیت می‌نماید.
شرکت اوریجین انرژی در سال ۲۰۰۰ با تفکیک از شرکت خوشه‌ای بورال لیمیتد راه‌اندازی شد. دفتر مرکزی این شرکت در شهر سیدنی، نیو ساوت ولز قرار دارد و بخشی از سهام آن در بازار بورس اوراق بهادار استرالیا معامله می‌شود.